# Europa-Park Stadion
L'Europa-Park Stadion, noto anche come Stadion am Wolfswinkel o più semplicemente Mooswaldstadion, è uno stadio di calcio situato a Friburgo in Brisgovia, città del Baden-Württemberg, in Germania. Ospita le partite casalinghe del Friburgo.

## Caratteristiche
La capienza regolare è di 34.700 posti, di cui il 36% (circa 12.400) solo in piedi. Lo stadio è alto 25 metri.

## Storia
Fino al 2021 il Friburgo giocava le gare interne nel Dreisamstadion, inaugurato nel 1954. Esso però non soddisfaceva più i requisiti di uno stadio moderno a causa della misura troppo piccola del campo (100,5 m × 68 m) e di una pendenza di 98 cm dalla porta sud verso la porta nord. Nonostante questo, a lungo è stato consentito alla squadra l'utilizzo dell'impianto in modo continuativo grazie ad un permesso speciale rilasciato dalla federazione calcistica tedesca in attesa della fine dei lavori per la realizzazione del nuovo stadio o per il restauro dell'esistente.
Dopo un lungo dibattito cittadino tra sostenitori del restauro e favoreggiatori della realizzazione di un nuovo stadio, il 1º febbraio 2015, i cittadini di Friburgo hanno votato in un referendum con il 58,2% a favore della costruzione di un nuovo stadio a Wolfswinkel.
Il nuovo stadio, la cui costruzione si è protratta per tre anni a partire dal 2018, è stato realizzato secondo il progetto dello studio di architettura tedesco HPP Architekten.

## Caratteristiche architettoniche
L’Europa-Park Stadion si caratterizza dal punto di vista architettonico per il suo aspetto leggero e semplice dall’esterno, segnato da sottili elementi diagonali in acciaio a sostegno alla copertura che creano un effetto geometrico snello che abbraccia il perimetro dello stadio, creando uno spazio che è simile a quello di un velato portico.
La copertura dello stadio ospita uno dei più grandi impianti fotovoltaici su edificio del mondo, capace di coprire completamente il fabbisogno di 2,3 GWh/anno dello stadio.

## Altri progetti

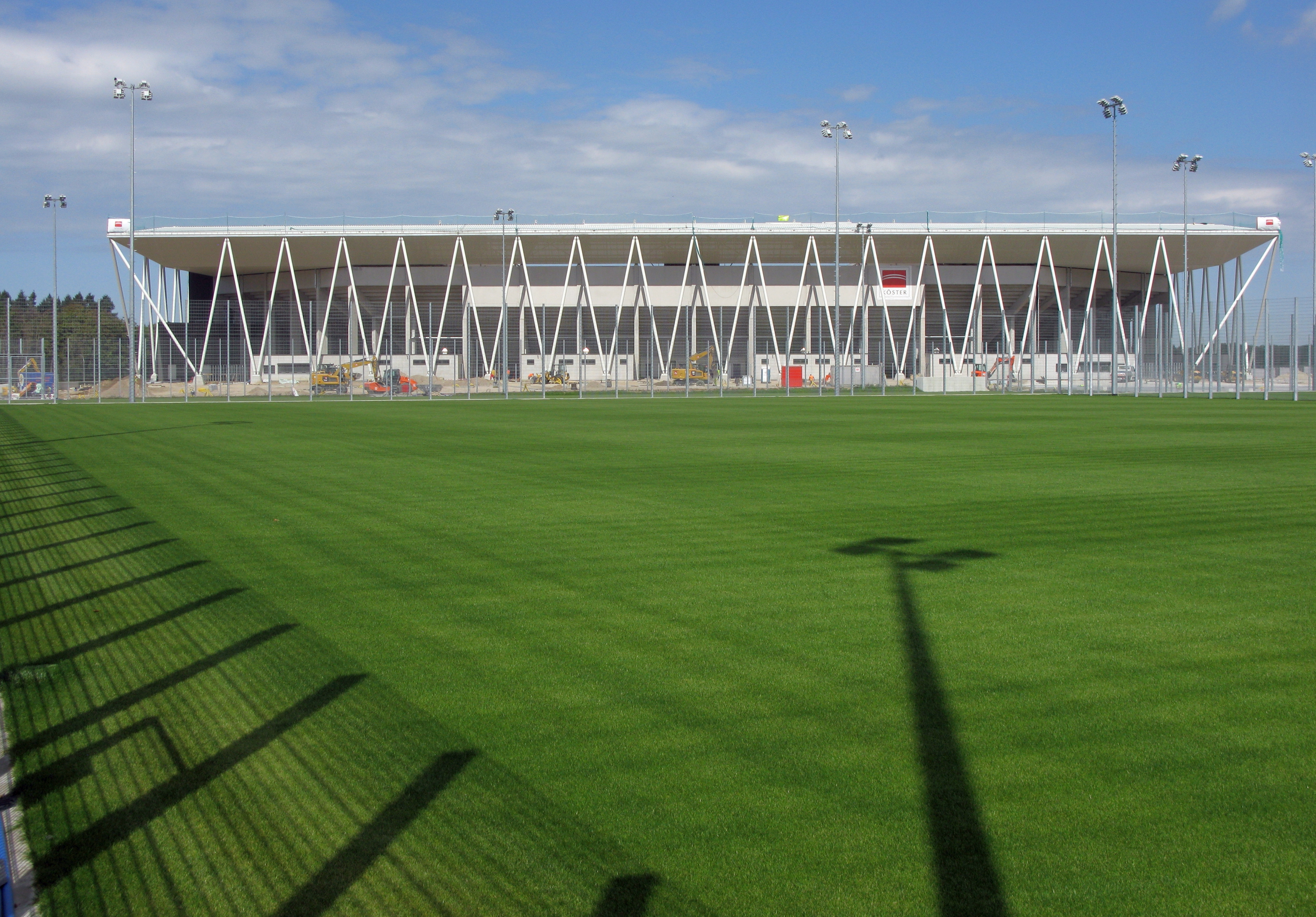
Lo stadio dall'esterno a settembre 2020 con i campi di allenamento in primo piano.

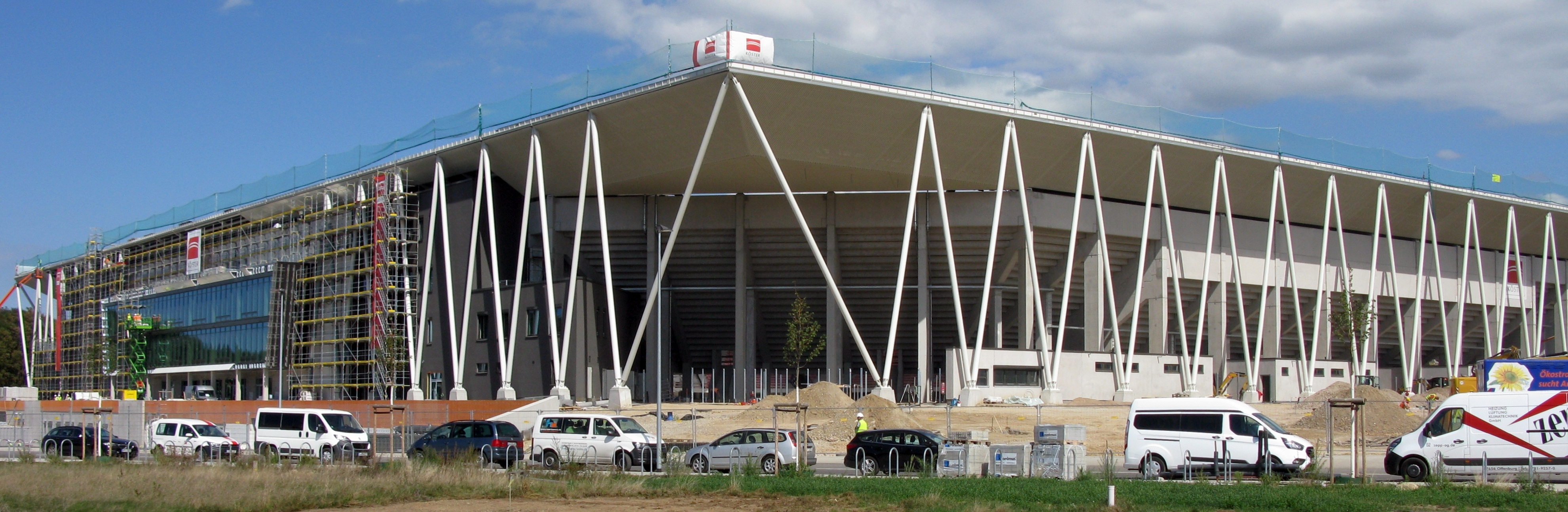
Costruzione del Settembre 2021.

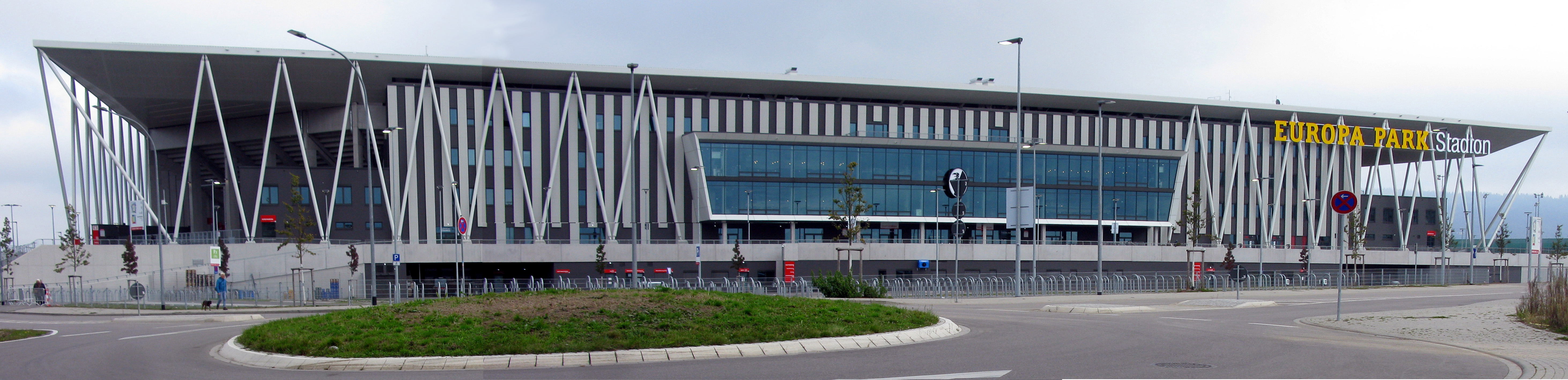
Lavori conclusi 27 Ottobre 2021.